# Герб Майотты
Герб Майотты разработан бывшим главой архивного ведомства Реюньона Мишелем Шабеном (фр. Michel Chabin), рисунок выполнен местным художником Паскалем Сантерре (фр. Pascal Santerre). Утверждён Генеральным советом Майотты 23 июля 1982 года.
Герб представляет собой щит, пересечённый на лазурь и червлень, с выщербленной серебряной каймой, в лазури полумесяц того же металла рогами вверх, в червлени два золотых цветка иланг-иланга с серебряными сердцевинами; щит поддерживают два серебряных морских конька; внизу герба серебряная лента с начертанным чёрными литерами девизом «Ra Hachiri».

## Символика
Цвета герба повторяют цвета национального флага Франции. Полумесяц символизирует то, что 97 % жителей острова являются мусульманами-суннитами. Цветки иланг-иланга используются для производства эфирного масла, применяемого как компонент парфюмерных композиций и отдушек для косметических изделий. Под выращивание иланг-иланга на острове занято 9 % обрабатываемых земель, производство эфирного масла составляет 25 % местного экспорта (или 50 %, если исключить реэкспорт), в связи с чем Майотту называют «Парфюмерным островом».
Выщербленное деление означает коралловый риф, образующий лагуну Майотты — крупнейшую закрытую лагуну в мире. Морские коньки своими очертаниями напоминают форму крупнейшего острова — Гранд-Тер. Девиз «Ra Hachiri» в переводе с махорского диалекта языка суахили означает «Мы бдительны».